# Marcel Bossi
Pour les articles homonymes, voir Bossi.
Marcel Bossi, né le 14 janvier 1960 au Luxembourg, est un footballeur international luxembourgeois, qui évoluait au poste de défenseur.
Son grand frère, Henri Bossi, est un ancien footballeur, et ses fils, Ben et Paul Bossi, sont également footballeurs.

## Biographie

### Carrière de joueur
Avec les clubs du Progrès Niederkorn et l'AS Jeunesse d'Esch, Marcel Bossi dispute 4 matchs en Ligue des champions, deux matchs en Coupe des coupes, et 6 matchs en Coupe de l'UEFA,. Avec le Progrès Niederkorn, il gagne deux championnats et une coupe.

### Carrière internationale
Marcel Bossi compte 63 sélections avec l'équipe du Luxembourg entre 1980 et 1993. 
Il est convoqué pour la première fois en équipe du Luxembourg par le sélectionneur national Louis Pilot, pour un match des éliminatoires de la Coupe du monde 1982 contre la Yougoslavie le 10 septembre 1980. Lors de ce match, Marc Birsens entre à la 72e minute de la rencontre, à la place d'Erny Dax. Le match se solde par une défaite 5-0 des Luxembourgeois. 
Il reçoit sa dernière sélection le 27 octobre 1993 contre la Hongrie, lors d'un match des éliminatoires de la Coupe du monde 1994. Le match se solde par une défaite 1-0 des Luxembourgeois.

## Palmarès
- Avec le Progrès Niederkorn
  - Champion du Luxembourg en 1978 et 1981
  - Vainqueur de la Coupe du Luxembourg en 1978